# Пар-ле-Шаванж
Пар-ле-Шава́нж (фр. Pars-lès-Chavanges) — коммуна во Франции, находится в регионе Шампань — Арденны. Департамент — Об. Входит в состав кантона Шаванж. Округ коммуны — Бар-сюр-Об.
Код INSEE коммуны — 10279.
Коммуна расположена приблизительно в 165 км к востоку от Парижа, в 55 км южнее Шалон-ан-Шампани, в 40 км к северо-востоку от Труа.

## Население
Население коммуны на 2008 год составляло 70 человек.
| 1962 | 1968 | 1975 | 1982 | 1990 | 1999 | 2008 |
| ---- | ---- | ---- | ---- | ---- | ---- | ---- |
| 90   | 102  | 107  | 88   | 80   | 70   | 70   |

## Экономика
В 2007 году среди 41 человек в трудоспособном возрасте (15—64 лет) 28 были экономически активными, 13 — неактивными (показатель активности — 68,3 %, в 1999 году было 80,0 %). Из 28 активных работали 23 человека (13 мужчин и 10 женщин), безработных было 5 (2 мужчины и 3 женщины). Среди 13 неактивных 5 человек были учениками или студентами, 4 — пенсионерами, 4 были неактивными по другим причинам.

## Достопримечательности
- Церковь Сент-Юбер (XII век). Памятник истории с 1988 года[3]